# نورس‌ها (مجموعه تلویزیونی)
نورس‌ها یا نورس‌من (انگلیسی: Norsemen) یک مجموعهٔ تلویزیونی کمدی نروژی دربارهٔ گروهی از وایکینگ‌ها است که در روستای نورهایم در حدود سال ۷۹۰ میلادی زندگی می‌کنند. این مجموعه نخستین‌بار در نروژ با عنوان Vikingane (به معنی «وایکینگ‌ها») در اکتبر ۲۰۱۶ از شبکهٔ NRK1 پخش شد و توسط شرکت Viafilm برای ان‌آرکا تهیه شده‌است. نویسندگان و کارگردانان این مجموعه یون ایور هلگاگر و یوناس تورگرسن هستند.
فیلم‌برداری این مجموعه در روستای آوالدسنِس واقع در بخش کارموی، استان روگالاند نروژ انجام شده‌است. تمام صحنه‌ها به‌صورت هم‌زمان به زبان‌های نروژی و انگلیسی ضبط شده‌اند. نخستین فصل نسخهٔ انگلیسی در اوت ۲۰۱۷ با عنوان نورس‌من در نتفلیکس در دسترس قرار گرفت. فصل دوم، که اوایل سال ۲۰۱۷ فیلم‌برداری شد، در اکتبر ۲۰۱۸ منتشر شد. فصل سوم، که پیش‌درآمدی بر فصل اول است، با عنوان «فصل صفر» منتشر شد.
در سپتامبر ۲۰۲۰ اعلام شد که این مجموعه لغو شده و فصل چهارمی نخواهد داشت.

## خلاصه داستان
رویدادهای «نورس‌من» در دههٔ ۷۹۰ میلادی در نروژ روی می‌دهد و شخصیت‌های گوناگون در روند داستان نقش‌های اصلی را ایفا می‌کنند. داستان به زندگی روزمرهٔ وایکینگ‌های روستای نورهایم می‌پردازد و چالش‌ها و امور عادی آن‌ها را با زبانی طنزآمیز به تصویر می‌کشد. در ادامهٔ داستان، درگیری‌هایی با روستاهای مجاور ــ از جمله جامعه‌ای رقیب به رهبری یارل وارگ خشن ــ و تلاش‌های روفوس، برده‌ای اهل روم برای مدرن‌سازی فرهنگ نورهایم، به درگیری‌ها و وقایع تازه‌ای منجر می‌شود.

## بازیگران و شخصیت‌ها
هنریک مِستاد در نقش رئیس قبیله، اُلاو، رهبر روستا. او مسیری به‌سوی غرب می‌یابد و نقشه‌ای بسیار ارزشمند در اختیار دارد.
ماریان ساآستاد اوتسن در نقش هیلدور، همسر اُلاو
نیلس یورگن کولستاد در نقش آروید، معاون رئیس قبیله. او عاشق حمله و غارت است اما تمایل دارد در روستا ساکن شود.
کوره کونرادی در نقش اورم، برادر پنهان‌کار تراجنسیتی اُلاو و همسر فرویا
سیل‌یه تورپ در نقش فرویا، دوشیزه‌سپرپوشی که در یورش‌ها شرکت می‌کند و همسر اورم است
تروند فوسا اوروُگ در نقش روفوس، بازیگری برده‌شده از روم که با اورم دوست می‌شود و قصد دارد روستا را مدرن کند
اوِیستِین مارتینسن در نقش کارک، برده‌ای آزادشده که به‌دلخواه خود به بردگی بازگشته، زیرا دچار نهادینه‌سازی شده‌است
یون اویگاردن در نقش یارل وارگ، فرمانروای منطقه و دشمن اصلی داستان
کریستینه ریس در نقش لیو، همسر فرصت‌طلب آروید
بیورن میرنه در نقش تورستین هوند، دست راست وارگ
میکل برات سیلسِت در نقش راگنار، دست راست آروید
آندره اریکسن در نقش اورن، یکی از وایکینگ‌های محلی
توربیورن هار در نقش یارل بیورن، دوست سابق و دشمن کنونی وارگ
ستیگ فروده هنریکسن در نقش وِبیورن

## قسمت‌ها

### فصل ۱ (۲۰۱۶)
{
| شم. کلی | شم. در فصل | عنوان            | کارگردان                        | نویسنده                         | تاریخ انتشار اصلی | Norway تعداد بیننده (میلیون) |
| --- | ---------- | ---------------- | ------------------------------- | ------------------------------- | ----------------- | ---------------------------- |
| ۱ | ۱          | «بازگشت به خانه» | یون ایور هلگاگر و یوناس تورگرسن | یون ایور هلگاگر و یوناس تورگرسن | ۲۱ اکتبر ۲۰۱۶     |                              |
| رئیس قبیله اُلاو و معاونش آروید از یورشی بازمی‌گردند و با خود روفوس را می‌آورند، بازیگر خشک‌رفتار رومی که هنوز نفهمیده به‌عنوان برده، حق نظر دادن یا دریافت دستمزد ندارد. کارک، برده‌ای دیگر، مردان سالخوردهٔ نورهایم را برای آتستُوپا می‌برد تا بار زندگی دیگران نباشند، اما بسیاری از آن‌ها ترجیح می‌دهند تبعید شوند. آروید که عمرش را در یورش گذرانده، از نداشتن همسر و زمین خسته شده. اورم، برادر ترسو و نامحبوب اُلاو، از بازگشت اُلاو ناراضی است چون باید مقام جانشین رئیس را پس بدهد. همسر جنگجویش فرویا نیز با اشتیاق در غارت صومعه‌ها شرکت کرده که او را ناراحت می‌کند. روفوس از اینکه باید با کارک در خوک‌دانی بخوابد، شاکی است. آروید، اولوار کشاورز ثروتمند را به هولم‌گانگ برای تصاحب زمین و همسرش لیو دعوت می‌کند. چون اولوار نمی‌تواند رد کند، مبارزه می‌کند و به‌دست آروید دو نیم می‌شود. آروید زمین را می‌گیرد و با لیو ازدواج می‌کند. |            |                  |                                 |                                 |                   |                              |
| ۲ | ۲          | «فرار»           | یون ایور هلگاگر و یوناس تورگرسن | یون ایور هلگاگر و یوناس تورگرسن | ۲۸ اکتبر ۲۰۱۶     |                              |
| آروید با کشاورزی و همسر بودن برای لیو ــ که فردی سخت‌گیر و منتقد است ــ مشکل دارد. روفوس متوجه می‌شود کارک سال‌ها پیش آزاد شده ولی به‌دلیل نهادینه‌شدن در نورهایم مانده‌است. برای اینکه خودش دچار این وضع نشود، فرار می‌کند. اُلاو برای دستگیری روفوس تیم شکار تشکیل می‌دهد اما لیو به آروید اجازه نمی‌دهد شرکت کند تا شبی همراه با می‌د و شعرخوانی با اورم و دوستانش بگذرانند. روفوس در جنگل به‌دست عده‌ای جنگلی اسیر می‌شود که قصد دارند او را به اودین قربانی کنند، اما با شعبده‌بازی و پانتومیم آن‌ها را فریب می‌دهد. اُلاو و یارانش که از دور تماشا می‌کنند، به توانایی او باور می‌آورند و او را بازمی‌گردانند. اُلاو گوش رهبر جنگلی‌ها را می‌برد. آروید پس از تمسخر شدن در شعرخوانی، لونه را می‌زند و می‌رود. اُلاو به او می‌گوید نباید خودش را از یاد ببرد. وقتی آروید به خانه برمی‌گردد، لیو او را راه نمی‌دهد. اورم از روفوس دربارهٔ جادو می‌پرسد و به بازیگری علاقه‌مند می‌شود. اُلاو به‌دست همان مرد گوش‌بریده زخمی می‌شود. |            |                  |                                 |                                 |                   |                              |
| ۳ | ۳          | «مراسم تشییع»    | یون ایور هلگاگر و یوناس تورگرسن | یون ایور هلگاگر و یوناس تورگرسن | ۴ نوامبر ۲۰۱۶     |                              |
| اُلاو در حال مرگ به آروید وصیت می‌کند که رئیس بعدی شود و نقشهٔ راه به غرب را به یارل وارگ بدهد، فرمانده‌ای روان‌پریش که ممکن است نورهایم را نابود کند. آروید تصمیم اُلاو را با هیلدور در میان می‌گذارد و او او را اغوا می‌کند چون اکنون رئیس جدید است. اورم پیش از اینکه اُلاو تصمیمش را علنی کند، او را می‌کشد. چون اُلاو دیگر زنده نیست، آروید مجبور می‌شود رهبری را به اورم واگذار کند. اورم که تیراندازی بلد نیست، نمی‌تواند قایق تشییع اُلاو را بسوزاند و او سرگردان در دریا می‌ماند، بدون رسیدن به والهالا. افراد وارگ برای گرفتن نقشه می‌آیند و کارک فاش می‌کند آن را روی قایق گذاشته. آن‌ها می‌روند ولی اورم که ارزش نقشه را فهمیده، کارک را برای بازگرداندن آن می‌فرستد. اورم، روفوس را مسئول «هنر» می‌کند و او مجسمه‌ای پیشنهاد می‌دهد. اورم با قدرت جدید خود هیلدور را به جرم نوشتن شعار علیه او افشا می‌کند و قانوناً حق دارد او را بزند. هیلدور قسم به انتقام می‌خورد. کارک با نقشه برمی‌گردد اما اورم دیگر از ارزش آن چشم پوشیده چون می‌خواهد به‌جای غارت، نورهایم را پایتخت فرهنگی کند. با این حال، چون فلز کافی برای ساخت مجسمه نیست، اورم ناچار می‌شود نقشه یورشی تازه را بکشد، که آروید را خوشحال می‌کند. |            |                  |                                 |                                 |                   |                              |